# Pachygnatha palmquisti
Pachygnatha palmquisti är en spindelart som beskrevs av Albert Tullgren 1910. Pachygnatha palmquisti ingår i släktet Pachygnatha och familjen käkspindlar. Inga underarter finns listade i Catalogue of Life.